# Notre-Dame-de-l'Osier
Notre-Dame-de-l'Osier är en kommun i departementet Isère i regionen Auvergne-Rhône-Alpes i sydöstra Frankrike. Kommunen ligger i kantonen Vinay som tillhör arrondissementet Grenoble. År 2022 hade Notre-Dame-de-l'Osier 523 invånare.

## Befolkningsutveckling
Antalet invånare i kommunen Notre-Dame-de-l'Osier
Referens:INSEE